# Feun en de vloek van de Sjamaan
Feun en de vloek van de Sjamaan is het eerste deel van de voorlopig driedelige boekenreeks Feun. Deze boeken spelen zich af in 25000 V.c.

## Verhaal
Er zijn nog amper dieren rond de grot van de Stam van de Gletsjer, de jacht heeft al weken niets anders opgebracht dan een paar hazen en andere kleine diertjes. Iedereen rammelt van de honger dus er moet iets gebeuren. Na lang overleg beslist de stam om te verhuizen naar een andere grot. De Sjamaan, die met de goden kan spreken, beslist in welke richting ze gaan lopen. Na dagen lopen hebben ze nog altijd geen geschikte plaats gevonden. Op een nacht ziet Feun een fel oplichtende ster in de richting van de middagzon. Ze denkt dat die hun de weg wil wijzen naar een goede nieuwe stamgrot. Omdat er niet naar "jonge" vrouwen wordt geluisterd stuurt ze Varn, haar geliefde, eropuit. Varn vertrekt diezelfde nacht nog en ze spreken af om niet tegen de stam te zeggen waar Varn naartoe is. 
Na meer dan een week komt hij terug naar de stam, die dacht dat hij was meegenomen door een roofdier, dat hij een heel goede woonplaats heeft gevonden en dat Feun hem de richting heeft gewezen. Eerst hebben de leiders hier geen oren naar, maar later die avond denken ze er al iets anders over omdat de groep het niet meer ziet zitten en ze een nieuwe motivatie nodig hebben. Ze vragen raad aan de Sjamaan. Hij stemt zogezegd in overleg met de goden in, maar hij misbruikt wel zijn macht om Feun te straffen, hij had haar enkele dagen geleden proberen te verkrachten, maar Feun wouw absoluut niet en stampte hem in zijn kruis zodat dit niet door kon gaan. Hij eiste de broer van Feun als offer voor de goden. Enkele dagen later vertrekken ze naar de nieuwe stamgrot. Daar aangekomen zoekt iedereen zich een plaatsje, nu is er eten in overvloed.
De vader van Feun heeft samen met de Sjamaan beslist dat Feun zijn tweede vrouw zal worden. Feun moet volgens de gebruiken van de stam haar vader gehoorzamen, maar daar voelt ze helemaal niets voor. De dag voor de verbintenis, een soort trouw, loopt ze weg van het kamp. Varn reist haar enkele dagen later achterna.